# Rüti (Zürich)
Rüti is een gemeente en plaats in het Zwitserse kanton Zürich en maakt deel uit van het district Hinwil.
Rüti telt 11.384 inwoners.

## Geboren
- Albert Zweifel (1949), wielrenner